# المعهد النموذجي بصفاقس
المعهد النموذجي فرحات حشاد بصفاقس هو مؤسسة تونسية للتعليم الثانوي تقع في مدخل وسط المدينة وتحديدا في طريق قابس كم 0.5. تم إنشاؤه بموجب قرار هو ومؤسسات أخرى مماثلة في كل من قابس، سوسة، قفصة والكاف. فتحت أبوابه للمرة الأولى يوم 15 سبتمبر 1989.

## نبذة تاريخية
مرت تنظيمات المعهد وسبل دخوله والبقاء فيه بالكثير من التغييرات يمكن تقسيمها إلى 4 فترات:
- 1995-1989:

خلال هذه السنوات الست الأولى للمعهد كان الدخول إليه من خلال التميز في مناظرة الارتقاء إلى السنة الأولى من التعليم الثانوي (7 أساسي حاليا) و في أكثر الأحيان يتحصل التلاميذ المرتقون إليه على معدل يساوي أو يفوق 17 من 20
- 2010-1995:

مع إلغاء مناظرة «السيزيام» في إطار تحديث المنظومة التعليمية التونسية وفي انتظار إقرار مناظرة شهادة ختم التعليم الأساسي، تم قبول التلاميذ في المعهد عن طريق مناظرة في مستوى الثالثة ثانوي (9 أساسي حاليا) و قد بدأ قبول التلاميذ من خلال مناظرة شهادة ختم التعليم الأساسي في سنة 1998
- 2012-2010

إضافة إلى المرتقين إلى المعاهد النموذجية من خلال امتحان شهادة ختم التعليم الأساسي، بدأ قبول التلاميذ من المدرسة الإعدادية النموذجية بصفاقس الذين تحصلوا خلال السنة اتاسعة أساسي على معدل سنوي يساوي أو يفوق 15 من 20
- منذ 2013

في 2013 تم إلغاء قبول التلاميذ من المدرسة الإعدادية النموذجية بصفاقس الذين تحصلوا خلال السنة اتاسعة أساسي على معدل سنوي يساوي أو يفوق 15 من 20 و تحتم عليهم اجتياز مناظرة شهادة ختم التعليم الأساسي وسط استياء تلاميذ المدارس الاعدادية النموذجية

## مميزات التكوين
يختص المعهد النموذجي صفاقس، كسائر المعاهد النموذجية الأخرى، بتوفر نظام نصف الإقامة والإقامة حيث أنه يخول للتلميذ حسب إرادته أن يبقى بالمعهد خلال وقت الغداء بمقابل مالي يدفع كل بداية ثلاثي يشمل وجبة الغداء والبقاء في قاعات المراجعة. و فيما يخص المميزات التعليمية فإن المعهد يختص بتدريس الإعلامية بداية من السنة الأولى ثانوي بينما تبدأ دراستها في المعاهد الأخرى بداية من السنة الثالثة ثانوي. و يتحتم على التلميذ للبقاء في المعهد أن يتحصل على معدل سنوي يساوي أو يفوق 12 من 20 و على معدل حسابي في المواد الأساسية يساوي أو يفوق 12 من 20 و تختلف هذه المواد حسب الشعب والمستويات الدراسية:
| المستوى        | المواد الأساسية                                   |
| -------------- | ------------------------------------------------- |
| 1 ثانوي        | العربية والفرنسية والرياضيات                      |
| 2 علوم         | الرياضيات والعلوم الفيزيائية وعلوم الحياة و الأرض |
| 3 رياضيات      | الرياضيات والعلوم الفيزيائية                      |
| 3 علوم تجريبية | العلوم الفيزيائية وعلوم الحياة و الأرض            |

على أنه توجب الذكر أن عيب المعهد النموذجي صفاقس سابقا هو حصر الآفاق الدراسية للتلاميذ في مسلك العلوم و تحديدا شعبتي الرياضيات والعلوم التجريبية مما من شأنه أن يحرم الكثيرين من مريدي الشعب الأخرى أن يزاولوا دراستهم بالمعهد أو يحرمهم من اتباع ما يريدون من أجل البقاء بالمعهد
جرت محاولات إصلاح وذلك بإنشاء أقسام لشعبة الآداب بتخويل تلاميذ من خارج المعهد بالالتحاق به على أن يكونوا حاملين لشهادة ختم التعليم الأساسي العام، لم يرسبوا سابقا وحاملين لمعدّل سنويّ لا يقل عن 12 من 20 ، تمت التّجربة للمرّة الأولى مع دفعة باكالوريا 2018 و قد كللّت بالنّجاح وأعيدت مع تلاميذ دفعة باكالوريا 2020

## إحصائيات حول المعهد

### نتائجالباكالوريا
يتميز المعهد النموذجي صفاقس بحلوله في المراتب الأولى وطنيا من حيث نسب النجاح في الباكالوريا و في أكثر الأحيان في المرتبة الأولى بنسب نجاح تقارب أو تساوي 100 بالمائة. أما بالنسبة للتلاميذ فدائما نجد معدلات مرتفعة تفوق 19 من 20 في صفوفهم. و قد تحصل العديد من تلاميذ المعهد على أحسن معدلات وطنية نذكر منهم:
| الاسم         | السنة | الشعبة       |
| ------------- | ----- | ------------ |
| خالد داود     | 1996  | علوم         |
| هيفاء بن جامع | 1997  | علوم تجريبية |
| نسرين كمون    | 2003  | رياضيات      |
| وئام مروان    | 2006  | علوم تجريبية |
| سمية الحلواني | 2009  | علوم تجريبية |
| سيرين عمار    | 2013  | رياضيات      |
| إيمان العيادي | 2014  | رياضيات      |
| آمنة جردق     | 2017  | علوم تجريبية |

و تبقى سنة 2008 هي الأفضل بتحقيق 100% حسن جدا في شعبة الرياضيات و 95.3% حسن جدا في العلوم التجريبية

### مديرو المعهد
تداول على المعهد منذ إنشائه العديد من المديرين كان لكل منهم لمسته الخاصة وإضافته للمعهد
| المدير              | مدة الإدارة          |
| ------------------- | -------------------- |
| حسن كانون           | 1990/1989-1999/1998  |
| محمد سحنون          | 1999/1998-2004/2003  |
| محمود بورماش        | 2005/2004-2011/2010  |
| عبد الرؤوف الهنتاتي | 2012/2011- 2016/2015 |
| مراد بن مخلوف       | 2018 - الآن          |

## النشاط الثقافي والتلمذي
رغم ضغط الدراسة بالمعهد، حيث لا يخفى على أحد بعض حالات الإرهاق النفسي، تميز تلاميذ المعهد النموذجي صفاقس بتألقهم على المستوى الجهوي في الأنشطة الثقافية والجمعياتية التلمذية.

### النوادي والجمعيات

#### نادي المعهد النموذجي بصفاقس
تأسس نادي المعهد النموذجي بصفاقس في سبتمبر 2011 من قبل مجموعة من التلاميذ للرقي بالمعهد والمناخ التلمذي السائد به من خلال أنشطة وتظاهرات ثقافية اجتماعية تربوية تطوعية ترفيهية... و قد قام النادي بالعديد من التظاهرات التي طبعت في تاريخ المعهد مثل «ليالي المعهد النموذجي» 1 و 2 و عشوية باللباس التقليدي...

#### نادي الشباب النموذجي
هو ناد ثان تأسس في نوفمبر 2011 على يد نخبة من تلاميذ المعهد آنذاك كانت غايتهم الرقي بمستوى الفكر لدى التلاميذ في مختلف المجالات والقدم بالمعهد نحو الأفضل ....و يتجاوز نشاطه أسوار المعهد من خلال تنظيم رحلات أو المشاركة في مهرجانات وحملات (مهرجان الأصالة / حملة فيق / تونس تقرأ تونس ترتقي ..)
و ينقسم نشاط النادي في ثلاث لجان : لجنة للمطالعة وأخرى للعلوم ولجنة تهتم بفنون المناظرة
من أبرز نشاطاته تظاهرة مسابقات بين المعاهد وتظاهرة نحو سنة نموذجية ...

#### جمعية قدماء المعهد النموذجي بصفاقس
هي جمعية تضم القدماء من تلاميذ المعهد وتختص بربط الصلة بين القدماء والجدد من تلاميذ المعهد من أبرز نشاطاتها اليوم الدراسي حول التوجيه الجامعي وهي تظاهرة سنوية

### مجموعة العروض الفنية
هي مجموعة من التلاميذ جمعتهم أفكار بناءة هادفة ومواهب فنية متعددة هدفهم الرقي بالفنون في الوسط المدرسي فقدموا عروضا ملتزمة بإشراف الأستاذ غسان كمون أستاذ اللغة العربية بالمعهد وصلت إلى الآن إلى ست عروض هي:
| العرض                                      | تاريخ التقديم والمكان                      |
| ------------------------------------------ | ------------------------------------------ |
| عبقات من ريح فلسطين 1                      | 17 أفريل 2011 بالمركب الثقافي محمد الجموسي |
| عبقات من ريح فلسطين 2 خطوة على الدرب       | 23 جوان 2011 بالمركب الثقافي محمد الجموسي  |
| عبقات من ريح فلسطين 3 بمهرجان صفاقس الدولي | 24 أوت 2011 بالمركب الثقافي محمد الجموسي   |
| تونس سنة من الثورة                         | 14 جانفي 2012 بالمركب الثقافي محمد الجموسي |
| حكايات من فلسطين                           | 27 أفريل 2012 بالمسرح البلدي بصفاقس        |
| العرش                                      | 14 جانفي 2013 بالمسرح البلدي بصفاقس        |

و تنظم هذه العروض أساسا بالتعاون مع المندوبية الجهوية للثقافة بصفاقس وبعض الجمعيات مثل جمعية دنيا الحكاية بصفاقس

### اللجنة التلمذية
و هي عبارة عن نقابة تلمذية يتم تكوينها كل سنة عبر انتخاب ممثلين من كل قسم. بدأت اللجنة العمل مباشرة بعد ثورة 14 جانفي كهيكل لتأطير احتجاجات تلاميذ المعهد فساهمت بخيمة باسم المعهد في اعتصام القصبة 2 و استمرت خلال السنوات التالية في تأطير الاحتجاجات التلمذية. رؤساؤها هم:
| الرئيس         | السنة الدراسية |
| -------------- | -------------- |
| أمين بن باي    | 2010-2011      |
| مهدي الفراتي   | 2011-2012      |
| مجدي عبد مولاه | 2012-2013      |

## إشعاعات المعهد
تميز المعهد النموذجي صفاقس منذ تكوينه بإشعاعه في جميع المجالات داخليا وخاصة خارجيا حيث قام بتبادلات ثقافية مع معاهد من ألمانيا وإسبانيا وكندا والسويد... و قد تحصل تلاميذ المعهد في 3 مناسبات على كأس رالي تولوز للرياضيات سنوات 2009 ,2013 و 2014 و 2017
حيث تشارك سنويا 14 دولة في هذه التظاهرة العالمية في جامعة بول ساباتيي الواقعة في الجنوب الفرنسي وقد تمكن فوج نسخة 2014 من تحقيق رقم قياسي غير مسبوق بدقيقة و 40 ثانية من أصل 10 متاحة في حل المسائل

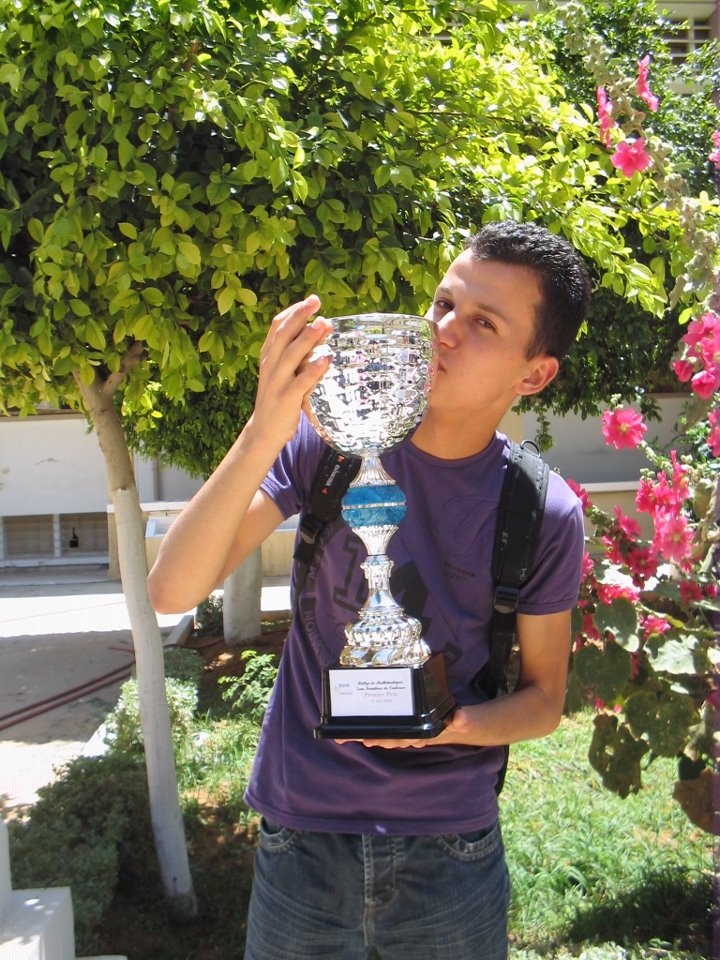
تلميذ حاملا كأس تولوز (2009)